# The Brat
The Brat è un film muto del 1919 diretto da Herbert Blaché. La sceneggiatura di June Mathis si basa sull'omonimo lavoro teatrale di Maude Fulton, andato in scena in prima a New York il 5 marzo 1917.
Il film ebbe due remake, uno nel 1931 e l'altro nel 1940. Il primo, La trovatella, fu diretto da John Ford; il secondo, The Girl from Avenue A, da Otto Brower.

## Trama

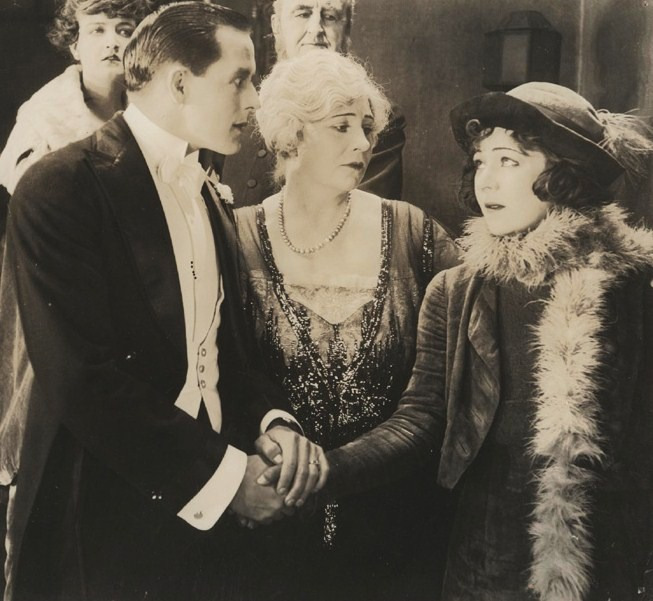
Charles Bryant, Amy Veness, Nazimova

Una ragazza molto povera, soprannominata the Brat (il ragazzaccio, la monella), dopo essere stata erroneamente arrestata per adescamento, va a casa di MacMillan Forrester, uno scrittore che vuole studiare il suo comportamento per il prossimo romanzo. Ma sua madre, suo fratello Stephen (colui che ha causato l'arresto della ragazza quando lei lo ha respinto) e anche la fidanzata Angela disapprovano quella situazione. La stesura del libro invece procede bene e la ragazza si trasforma a poco a poco in una donna un po' più raffinata. Però, un giorno, dopo essere stata derisa dagli altri a causa di uno spiacevole incidente causato da Angela, il fatto provoca il suo risentimento e lei decide di andarsene. A casa, dove sta facendo le valigie, si imbatte in Stephen mentre lui sta rubando il denaro dalla cassaforte del fratello. Per compassione, gli dà i suoi soldi. E quando la famiglia la accusa del furto, lei tace prendendosi la colpa di Stephen. Lui, davanti a quella prova di altruismo, si pente e confessa di essere il vero ladro. Angela, accorgendosi della felicità di MacMillan per l'innocenza di Brat, se ne va, restituendogli l'anello di fidanzamento. Alla fine, la signora Forrester accetta Brat mentre MacMillan si fidanza con la ragazza, di cui ormai è innamorato.

## Produzione
Il film fu prodotto dalla Nazimova Productions.

## Distribuzione
Il copyright del film, richiesto dalla Metro, fu registrato il 18 agosto 1919 con il numero LP14087.
Distribuito dalla Metro Pictures Corporation, il film uscì nelle sale statunitensi il 1º settembre 1919. In Svezia, fu distribuito il 26 aprile 1920 con il titolo Flickan från gränden; in Francia, il 13 agosto 1920 come La Fin d'un roman.
Non si conoscono copie ancora esistenti della pellicola che viene considerata presumibilmente perduta.